# 波戈里拉
48°38′18″N 29°57′6″E / 48.63833°N 29.95167°E
波戈里拉（烏克蘭語：Погоріла），是烏克蘭的村落，位於該國西南部文尼察州，由海辛區負責管轄，始建於1777年，面積0.25平方公里，海拔高度227米，2001年人口1,003，人口密度每平方公里4,060.73人。